# Nuakea (božica)
Za havajsku plemkinju, pogledajte „Nuakea”, a za njezinu kćer, „Kapau-a-Nuakea”.
U havajskoj mitologiji, Nuakea je božica plodnosti i majčinog mlijeka. David Malo je spomenuo da su Havajci koristili njezino ime za dojilju na dvoru poglavice. Žene bi molile Nuakeu da im podari dovoljno mlijeka nakon porođaja.
Jedna havajska plemkinja bila je nazvana po ovoj božici, a bila je supruga Keoloewe, poglavice otoka Molokaija. Martha Warren Beckwith je predložila da je ova princeza doživjela apoteozu i postala božica. Prema mitu, božica Nuakea sišla je na Zemlju i udala se za smrtnog poglavicu Keoloewu, ali je poznato da je povijesna Nuakea rođena na otoku Oahuu.